# Aleucanitis astrida
Aleucanitis astrida là một loài bướm đêm trong họ Noctuidae.